# La Voce del Popolo
La Voce del Popolo (Folkets röst) är en italienskspråkig dagstidning med huvudkontor i Rijeka i Kroatien. Den grundades år 1944 och är idag den enda italienskspråkiga dagstidningen som publiceras i Kroatien. Den riktar sig till och läses huvudsakligen av den italienska minoriteten och italiensktalande människor i Rijeka, Kvarnerviken, det kroatiska, slovenska och italienska Istrien samt Dalmatien. Därtill läses den av italiensktalande turister och besökare i Kroatien.

## Beskrivning och profil
Upplagan uppgår till drygt 4 000 exemplar per dag medan den potentiella läsekretsen består av drygt 30 000 läsare. Den utges sex dagar i veckan (måndag–lördag). Tidningen är skriven på standarditalienska. I något mindre utsträckning förekommer texter på lokal italiensk dialekt från Istrien och Kvarnerviken (se bland annat fiumanska). Förutom sälj- och reklamintäkter finansieras tidningens publicering huvudsakligen med statligt bidrag från Kroatien (29 %) och i något mindre utsträckning statligt bidrag från Slovenien (8 %).
La Voce del Popolo är medlem av Midas, organisationen för europeiska minoritetstidningar. Tidningen publiceras av förlaget EDIT (EDizioni ITaliane) som sedan år 2001 ägs av Italienska unionen. La Voce del Popolos huvudkontor ligger i samma byggnad som Novi list i Rijeka.

## Historik
Det första numret av La Voce del Popolo publicerades som stencil den 27 oktober 1944. Den italienskspråkiga tidningen utgavs av partisaner som vårdade och förespråkade antifascistiska värden hos den italiensktalande minoritetsbefolkningen i vad som idag är Kroatien. La Voce del Popolo tog sitt namn från en äldre publikation som sedan år 1885 fram till det fascistiska Italiens annektering av Fiume (Rijekas officiella italienska namn fram till år 1947) publicerats i staden.
Efter andra världskriget återupprättades Jugoslavien som en kommunistisk federal i stat i vilken Kroatien var en federal enhet.  Den nya kommunistiska regimen stödde utgivningen av tidningen. Efter kommunismens sammanbrott, Jugoslaviens upplösning och Kroatien och Sloveniens självständighet från den tidigare federala staten år 1991, har tidningen fortsatt att rikta sig till den italiensktalande minoriteten i Kroatien och Slovenien.